# Esquerra Valenciana (contemporánea)
Para la formación de la II República, véase Esquerra Valenciana (histórica).
Esquerra Valenciana (Izquierda Valenciana) es un partido político de la Comunidad Valenciana (España) de ideología nacionalista valenciana y de izquierdas, fundado en 1998 por un grupo de exmilitantes de Unitat del Poble Valencià (UPV), integrándose en el Bloc Nacionalista Valencià en 2007.
En 2016 Esquerra Valenciana hizo pública que salía del BLOC y de la coalición Compromís y recuperaba, así, su autonomía política. Aun así, desde 2017 trabaja orgánicamente junto a Esquerra Republicana del País Valencià (ERPV).
Toma el nombre del histórico partido valencianista que existió durante la Segunda República Española.

## Historia
Esquerra Valenciana fue refundada en abril de 1998 por un grupo de exmilitantes de Unitat del Poble Valencià, teniendo en consideración la tradición ideológica de la antigua organización y elaborando un proyecto adecuado a los tiempos actuales. Así, la EV refundada se definía como un partido heredero de las tradiciones del marxismo, el socialismo, el ecopacifismo, los movimientos de liberación nacional y el ideal libertario. Defendía la soberanía de la Comunidad Valenciana y, a partir de esta, la libre confederación de esta con Cataluña y las islas Baleares.
En un primer momento, Esquerra Valenciana sería una escisión de UPV donde la vertiente de izquierda tendría una gran importancia. Pese a ser una escisión de la UPV, Esquerra Valenciana participaría en la fundación del Bloc Nacionalista Valencià (BLOC), formación heredera de la UPV, llegando a presentar enmiendas en su Congreso Fundacional.
Después del ingreso de sectores próximos al Moviment de Defensa de la Terra (MDT), el partido se presenta a las elecciones autonómicas de 2003 en la coalición electoral de Entesa, junto a Esquerra Unida del País Valencià y Los Verdes. Pese a que Entesa consiguió 6 diputados, ninguno recayó en EV. En las elecciones al Parlamento Europeo de 2004 se presentó dentro de la lista de Aralar, sin obtener representación.
El 25 de abril de 2007 Esquerra Valenciana se integra en el Bloc Nacionalista Valencià, quedando inactiva hasta que el último domingo de octubre de 2014 se anunciara su reactivación con un acuerdo de hermanamiento con otra formación soberanista de Compromís: Estat Valencià-Sobirania Valenciana. Ambas formaciones formaron parte de un "polo independentista de izquierdas".
En 2016, no obstante, Esquerra Valenciana hizo pública su salida del BLOC y de Compromís recuperando su autonomía política. Un año después, anunciaban que EV trabajaría orgánicamente de manera conjunta con Esquerra Republicana del País Valencià (ERPV).